# Élections générales albertaines de 1997
Les élections générales albertaines de 1997, les 24e de cette province, ont lieu le 11 mars 1997 afin d'élire les députés de l'Assemblée législative de l'Alberta. 
C'est la seconde élection pour Ralph Klein en tant que chef du Parti progressiste-conservateur, et la victoire est plus grande que lors de sa première ; le parti reçoit plus de la moitié du vote populaire, remportant 63 des 83 sièges à l'Assemblée législative et remportant un 8e mandat majoritaire consécutif.
Le Parti libéral, dirigé par Grant Mitchell, perd environ 7 % de la part des voix remportée lors des élections de 1993, et le caucus libéral tombe de 32 députés à 18.
Pam Barrett, chef du Nouveau Parti démocratique depuis septembre 1996, parvient à revenir à l'Assemblée législative dans la même circonscription qu'elle avait quitté en 1993, malgré que son parti obtienne un vote populaire moins important qu'en 1993.
Le Parti Crédit social obtient un résultat notable, mais ne remporte aucun siège à l'Assemblée.

## Résultats
| Parti                       | Parti                      | Chef               | # de candidats | Sièges | Sièges | Sièges  | Voix    | Voix    | Voix    |
| Parti                       | Parti                      | Chef               | # de candidats | 1993   | Élus   | % Diff. | #       | %       | % Diff. |
| --------------------------- | -------------------------- | ------------------ | -------------- | ------ | ------ | ------- | ------- | ------- | ------- |
|                             | Progressiste-conservateur  | Ralph Klein        | 83             | 51     | 63     | +23,5 % | 483 914 | 51,17 % | +6,68   |
|                             | Libéral                    | Grant Mitchell     | 83             | 32     | 18     | -43,8 % | 309 748 | 32,75 % | -6,98 % |
|                             | Nouveau Parti démocratique | Pam Barrett        | 77             | -      | 2      |         | 83 292  | 8,81 %  | -2,20 % |
|                             | Crédit social              | Randy Thorsteinson | 70             | -      | -      | -       | 64 667  | 6,84 %  | +4,43 % |
|                             | Loi naturelle              | Maury Shapka       | 16             | -      | -      | -       | 1 303   | 0,14 %  | -0,37 % |
|                             | Vert                       | David Parker       | 7              | -      | -      | -       | 1 039   | 0,11 %  | -0,09 % |
|                             | Indépendant                | Indépendant        | 6              | -      | -      | -       | 1 092   | 0,11 %  | -0,82 % |
|                             | Forum                      | William Finn       | 4              | *      | -      | *       | 597     | 0,06 %  | *       |
|                             | Communiste                 | Naomi Rankin       | 1              | -      | -      | -       | 61      | 0,01 %  | x       |
| Total                       | Total                      | Total              | 347            | 83     | 83     | -       | 945 713 | 100 %   |         |
| Sources : Elections Alberta |                            |                    |                |        |        |         |         |         |         |

Notes :
* N'a pas présenté de candidats lors de l'élection précédente.
x - moins de 0,005 % du vote populaire

## Source
- (en) Cet article est partiellement ou en totalité issu de l’article de Wikipédia en anglais intitulé « Alberta general election, 1997 » (voir la liste des auteurs).